# Patti Bown
Patricia Bown, genannt Patti Bown (* 26. Juli 1931 in Seattle, Washington; † 21. März 2008 in Media, Pennsylvania), war eine US-amerikanische Pianistin des Modern Jazz. Sie spielte im Orchester von Quincy Jones.

## Leben und Wirken
Patti Bown studierte Klavier an der Universität in Seattle und spielte gegen Ende der 1940er Jahre in lokalen Orchestern. Ab 1956 trat sie als Solistin in New York auf und wirkte an Sessions von Billy Eckstine und Jimmy Rushing mit. Im Jahr 1958 entstand das einzige Album unter eigenem Namen, „Patti Bown Plays Big Piano“ für Columbia Records. Im folgenden Jahr hatte sie ein kurzlebiges Trio, dem Ed Shaughnessy angehörte. Ab Ende 1959 spielte sie in der Quincy Jones Big Band, als Solistin zu hören in dem Blues „After Hours“ (1963). und ging mit diesem nach Europa auf Tournee. Dort spielte sie auch in der Band von Bill Coleman in Paris. Nach ihrer Rückkehr in die Vereinigten Staaten war sie als Studiomusikerin beschäftigt und wirkte bei Aufnahmen von Künstlern wie Gene Ammons, Oliver Nelson, Cal Massey, Duke Ellington, Rahsaan Roland Kirk, George Russell und Harry Sweets Edison mit. Sie ist auch auf Aufnahmen von Soulmusikern wie Aretha Franklin und James Brown zu hören. Bown war darüber hinaus musikalische Leiterin der Bands von Dinah Washington und Sarah Vaughan. Später arbeitete sie bis in die 1970er Jahre als Pianistin in den Broadway-Orchestern, komponierte für Film und Fernsehen und konnte so weiterhin ihre Familie in New York versorgen und doch weiter ihren Lebensunterhalt mit Musik verdienen.
Nach John S. Wilson war Bown „eine starke, überschäumende und eigenständige Interpretin“. Die letzten 37 Jahre ihres Lebens lebte sie im New Yorker Stadtteil Greenwich Village und trat dort regelmäßig im Nachtclub Village Gate auf. Im Jahre 2006 erhielt sie für ihr Lebenswerk den Mary Lou Williams Women in Jazz Festival Award, im folgenden Jahr trat sie bei einer ihr zu Ehren veranstalteten Gala der Jazz Foundation of America auf (die sie in den letzten Jahren ihres Lebens unterstützt hatte).

## Auswahldiskographie
- Gene Ammons: Up Tight! (Prestige Records, 1961); The Gene Ammons Story: Gentle Jug (Prestige, 1961–62); You'd Be So Nice To Come Home (1962)
- Bill Coleman Septet: Jazz in Paris - Bill Coleman: From Boogie to Funk (Emarcy, 1960); Nothin' But The Truth (1959); Have Blues (1960); We'll Play 'Em (1960)
- Harry Sweets Edison: Basin Street East (Emarcy, 1961)
- Etta Jones: Lonely and Blue (OJC, 1962)
- Quincy Jones: Free and Easy (Ancha, 1960); The Quintessence (Impulse! Records, 1961); Strike Up The Band (Mercury Records, 1961–64)
- Cal Massey Sextet: Blues to Coltrane (Candid, 1961); Father And Son (1961)